# Poltys godrejii
Poltys godrejii là một loài nhện trong họ Araneidae.
Loài này thuộc chi Poltys. Poltys godrejii được miêu tả năm 2006 bởi Bastawade & Khandal.